# Jackie Areson
Jackie Areson (ur. 31 marca 1988) – australijska lekkoatletka specjalizująca się w biegach długich. Do połowy 2013 roku reprezentowała Stany Zjednoczone.
Medalistka mistrzostw Stanów Zjednoczonych. Stawała na najwyższym stopniu podium mistrzostw NCAA.

## Osiągnięcia
| Rok  | Impreza                   | Miejsce     | Konkurencja         | Pozycja     | Wynik    |
| ---- | ------------------------- | ----------- | ------------------- | ----------- | -------- |
| 2011 | Igrzyska panamerykańskie  | Guadalajara | bieg na 1500 metrów | 11. miejsce | 4:34,23  |
| 2012 | Halowe mistrzostwa świata | Stambuł     | bieg na 3000 metrów | 10. miejsce | 9:12,50  |
| 2013 | Mistrzostwa świata        | Moskwa      | bieg na 5000 metrów | 15. miejsce | 16:08,32 |

## Rekordy życiowe
- Bieg na 3000 metrów (stadion) – 8:58,23 (2012)
- Bieg na 3000 metrów (hala) – 9:01,91 (2011)
- Bieg na 5000 metrów – 15:12,09 (2013)